# Centro de gestión y participación comunal
Las anteriormente llamadas Centro de Gestión y Participación Comunal, son actualmente Comunas de la Ciudad de Buenos Aires y corresponden a cada una de las unidades de descentralización administrativa en las que está dividida. 
Originariamente eran Centros de Gestión y Participación (CGPC). Con la sanción de la Ley de Comunas (Ley 1777/2005), --la cual venía postergándose tanto que debió ser la Justicia quien en dos oportunidades ordenó a la Legislatura a sancionarla--. el jefe de Gobierno de ese momento, Mauricio Macri, les agregó el término Comunal (CGPC). En estos centros podían realizarse varios trámites administrativos, se brindaban servicios del Registro civil, se realizan actividades culturales y de capacitación. 
La ley requería del jefe de Gobierno convocar a elecciones de los 7 cargos ejecutivos de cada Comuna (Comuneros) para su conformación definitiva, pero este dilataba ese llamado, ya que la transformación de los CGPC en Comunas les daba una serie de atribuciones propias que perdería el poder central y por lo tanto él mismo. Hubo que llegar nuevamente a una acción judicial que culminó en que un juez obligara a la convocatoria. Las primeras elecciones comunales fueron en 2009, cuatro años después de sancionada la Ley.

## Comunas
La distribución de las Comunas, en función de la Ley N.º 1.777 de la Ciudad de Buenos Aires.

Mapa de los centros.

- C1: Retiro, San Nicolás, Puerto Madero, San Telmo, Monserrat y Constitución.
- C2: Recoleta
- C3: San Cristóbal y Balvanera.
- C4: Boca, Barracas, Parque Patricios y Nueva Pompeya.
- C5: Almagro y Boedo.
- C6: Caballito.
- C7: Flores y Parque Chacabuco.
- C8: Villa Soldati, Villa Riachuelo y Villa Lugano.
- C9: Parque Avellaneda, Liniers y Mataderos.
- C10: Villa Real, Monte Castro, Versalles, Floresta, Vélez Sársfield y Villa Luro.
- C11: Villa Gral. Mitre, Villa Devoto, Villa del Parque y Villa Santa Rita.
- C12: Coghlan, Saavedra, Villa Urquiza y Villa Pueyrredón.
- C13: Belgrano, Núñez y Colegiales.
- C14: Palermo.
- C15: Chacarita, Villa Crespo, Paternal, Villa Ortúzar, Agronomía y Parque Chas.

- Datos: Q984449